# Ulica Księcia Bogusława X w Szczecinie
Ulica Księcia Bogusława X (do 1945: Bogislavstraße) – ulica w szczecińskiej dzielnicy Śródmieście, należąca administracyjnie do 2 osiedli: Centrum oraz Śródmieście-Zachód. Część gwiaździstego układu urbanistycznego Centrum.

## Przebieg
Ulica rozpoczyna swój bieg na pl. Zamenhofa w Centrum. Odcinek ulicy od wyżej wymienionego placu do pl. Zgody jest całkowicie wyłączony z ruchu samochodowego oraz zagospodarowany jako strefa piesza, zwana potocznie Deptakiem Bogusława. Od pl. Zgody krzyżuje się z następującymi ulicami: Bolesława Krzywoustego, Władysława Łokietka, Władysława Jagiełły, Mariana Langiewicza. Kończy swój bieg na ul. Gabriela Narutowicza na osiedlu Śródmieście-Zachód.

## Zabudowa
Ulica Księcia Bogusława X zabudowana jest głównie przedwojennymi eklektycznymi kamienicami z końca XIX wieku. Powojenne zabudowania znajdują się na narożniku z pl. Zgody, ul. Krzywoustego (CH Kupiec) oraz między ul. Władysława Łokietka a ul. Władysława Jagiełły. Jedna pierzeja ulicy po 2000 roku między pl. Zamenhofa a pl. Zgody została gruntownie wyremontowana oraz zrewitalizowana przez nieistniejące już Szczecińskie Centrum Renowacyjne. Obecnie remont drugiej pierzei jest kontynuowany przez TBS Prawobrzeże, który przejął od SCR należące do niego nieruchomości.

## Infrastruktura
25.09.2017 r. firmie Eurovia Polska S.A., będącej zwycięzcą przetargu na remont odcinka ulicy Bogusława X od placu Zgody do ulicy Krzywoustego, przekazano plac budowy. W ramach przebudowy, na wspomnianej części ulicy wykonane zostaną m.in. następujące prace: wymiana nakładki asfaltowej na płytki granitowe, remont nawierzchni chodników, zmiana organizacji parkowania, ustawienie donic z drzewami. Wykonawca zobowiązany jest do ukończenia remontu do dnia 25.01.2018 r.

## Galeria

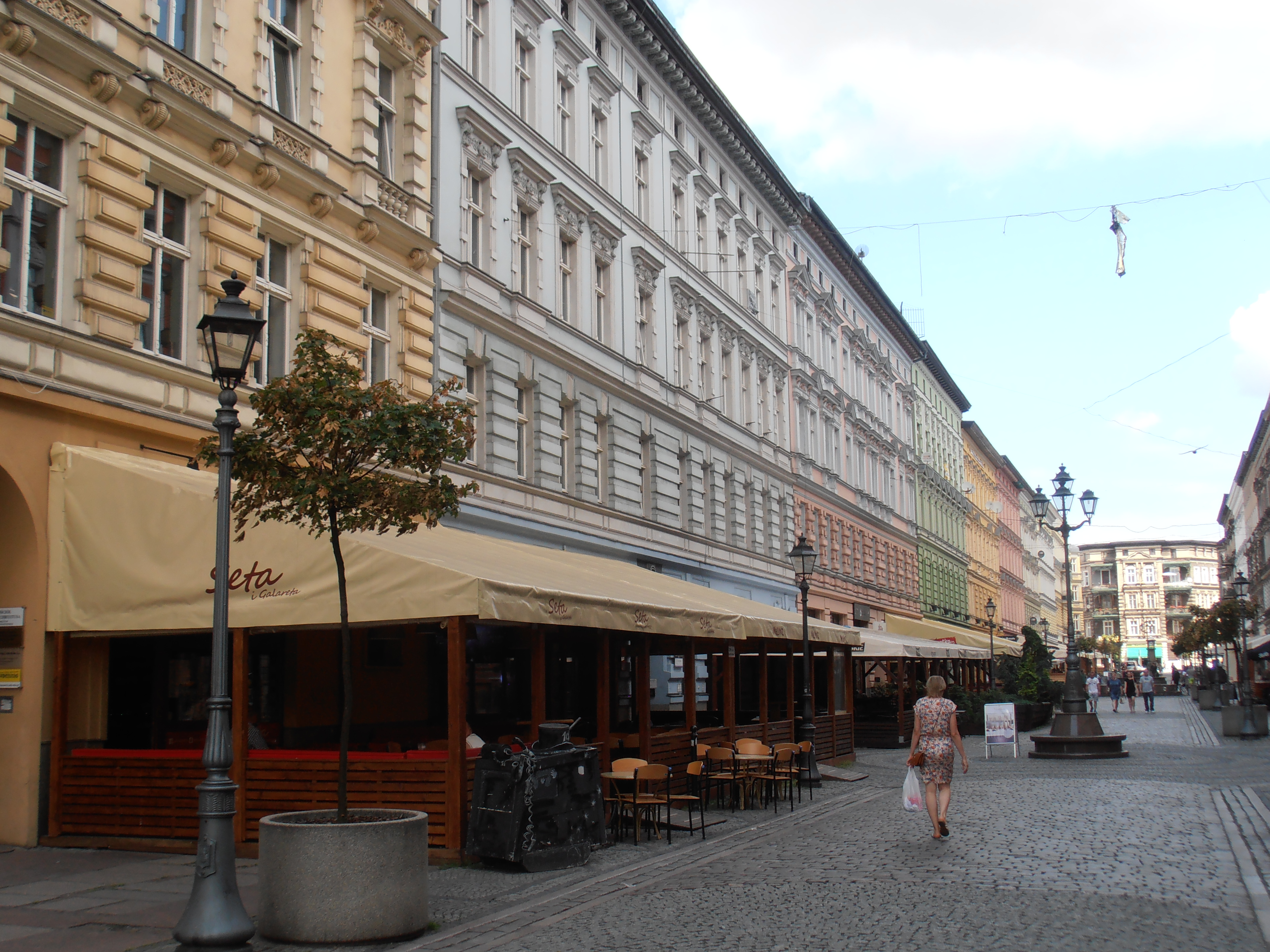
Wyremontowane przez SCR kamienice
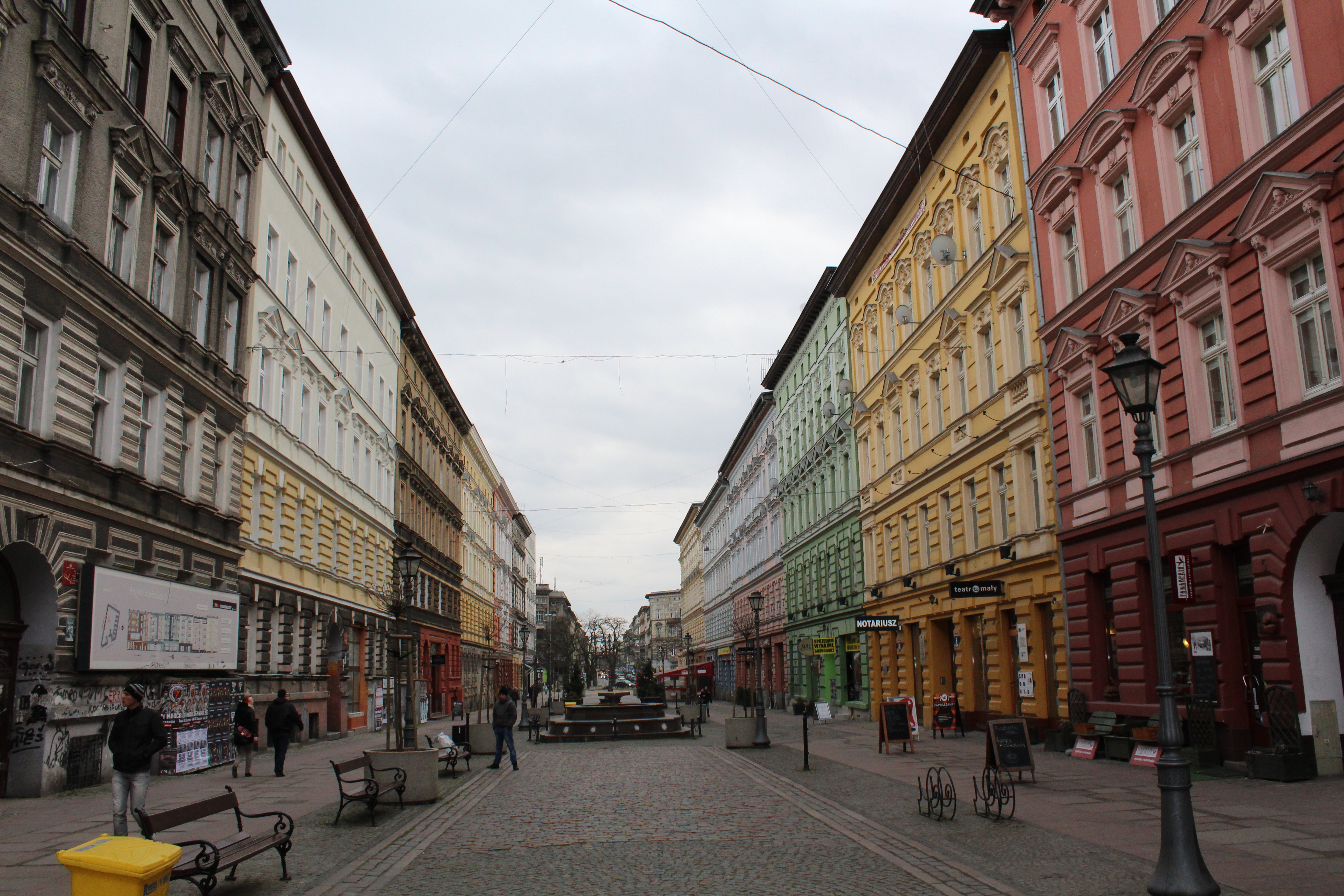
Widok w kierunku pl. Zgody
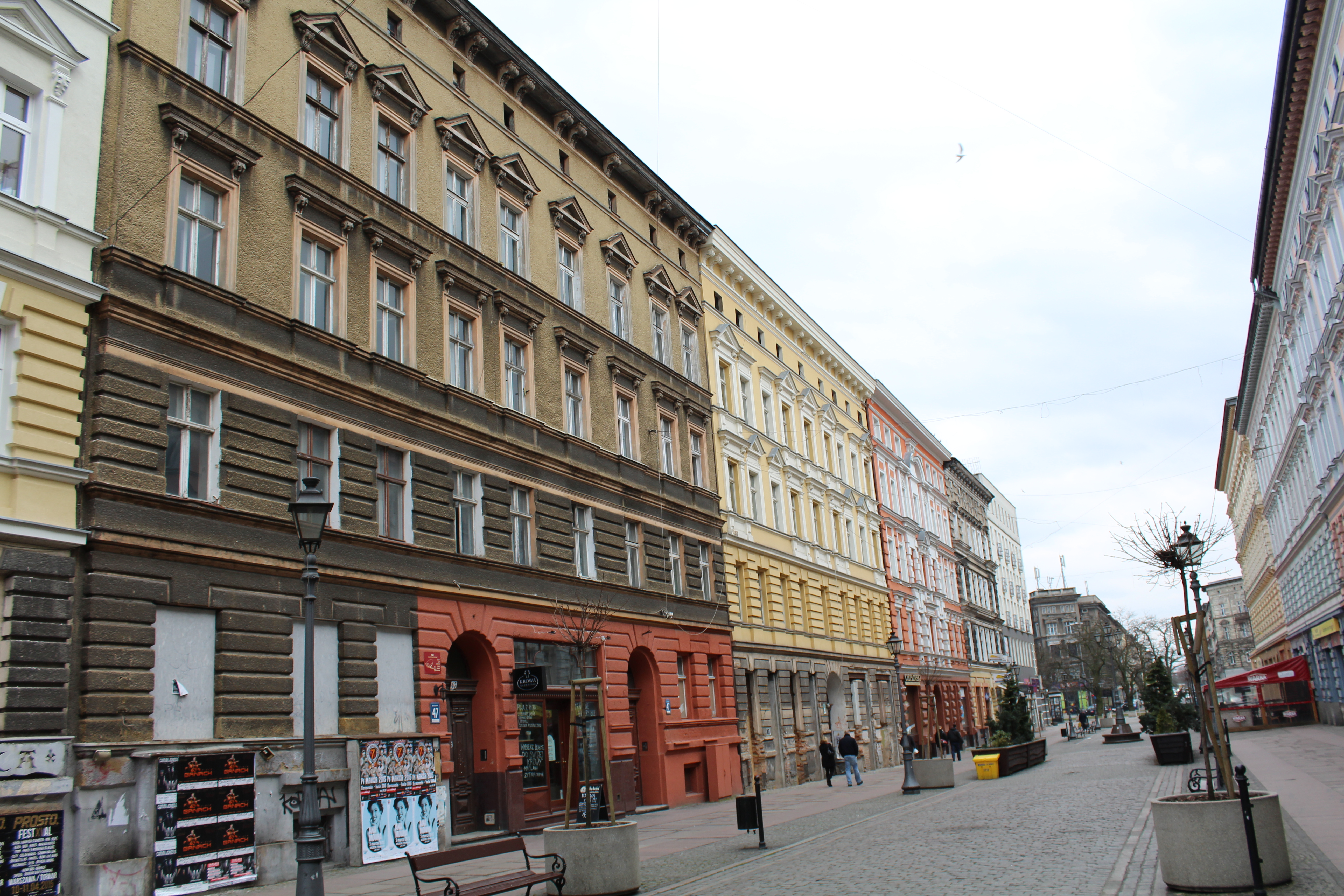
Zabudowa w pobliżu pl. Zgody
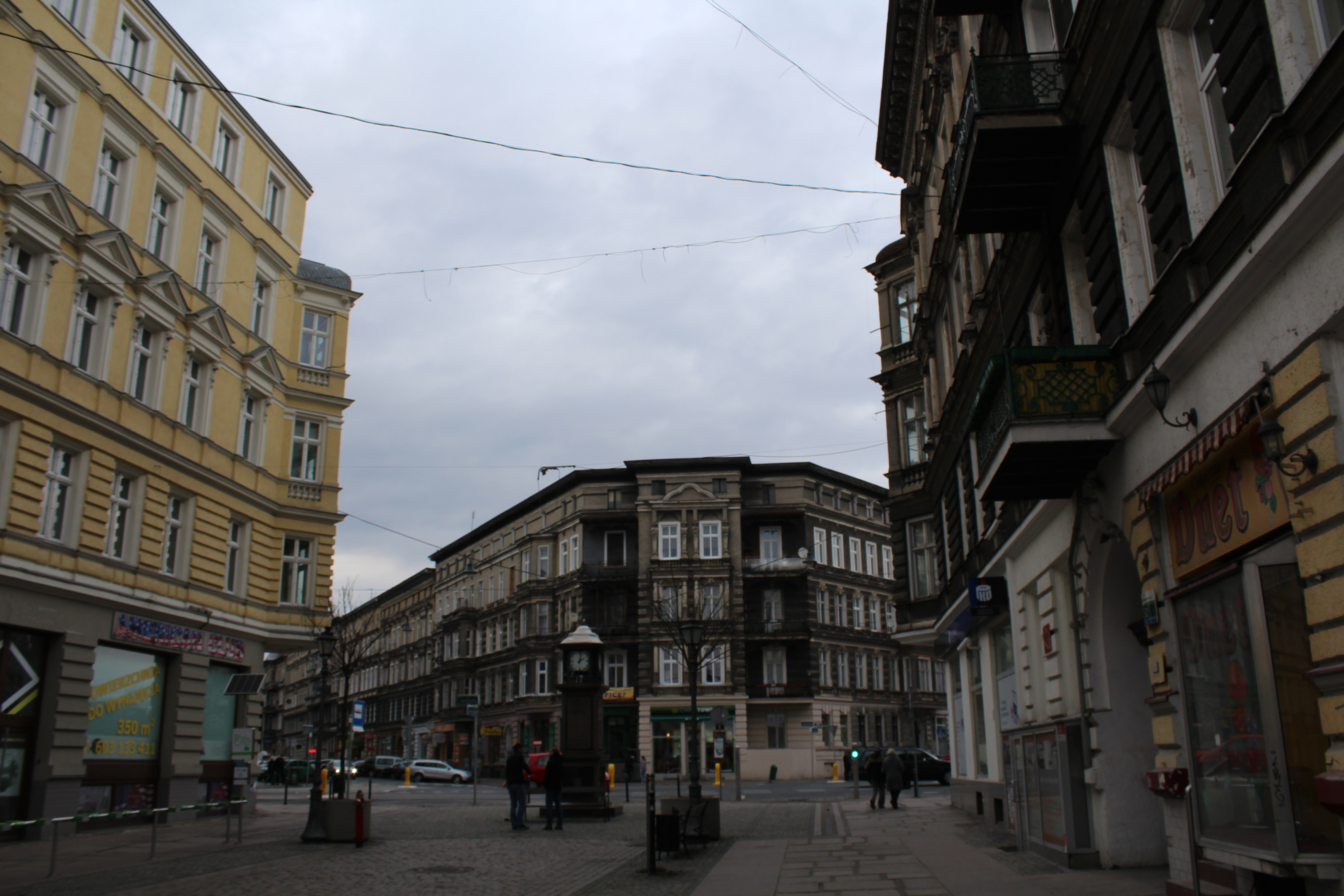
Wylot ulicy do pl. Zamenhofa
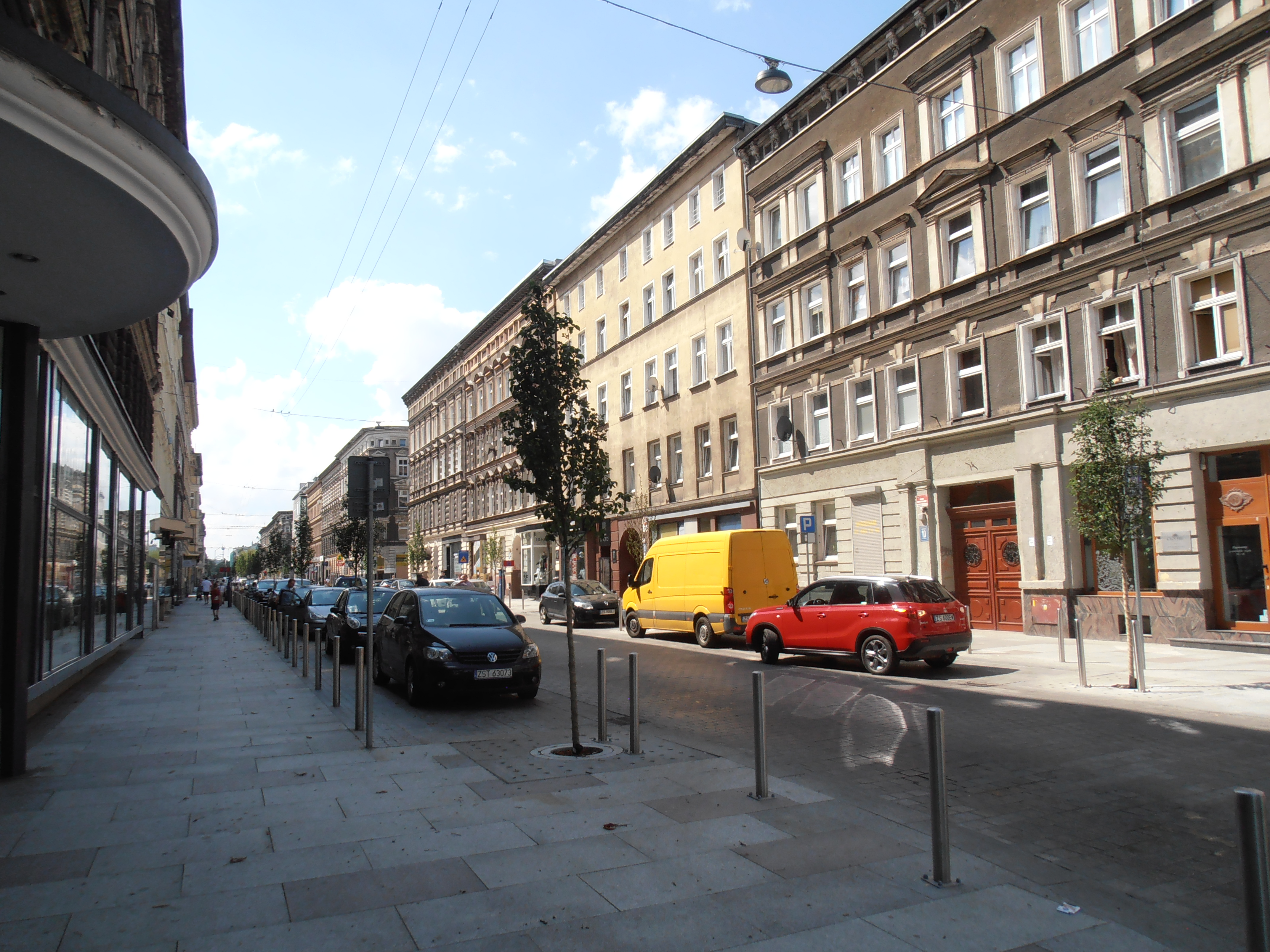
Odcinek między pl. Zgody a ul. Krzywoustego